# Lovisa Augusta av Danmark
Louise Augusta av Danmark, född 7 juli 1771, död 13 januari 1843, var en dansk prinsessa och officiellt dotter till Kristian VII av Danmark och Caroline Mathilde av Storbritannien.

## Biografi
Det var allmänt känt att hennes biologiske far egentligen var Johann Friedrich Struensee, kunglig livmedikus, och hon kallades “la petite Struensee”, men hon erkändes av kungen som hans dotter, och hennes position vid hovet påverkades aldrig av dessa rykten. 
Hon var mycket vacker och brukade kallas för "den nordiska Venus". Hon ansågs dock "sedeslös" och innehade en "oroväckande vitalitet". Bland annat engagerade hon sig i händelserna vid franska revolutionen och lär ha sympatiserat med Robespierre. Hon och brodern, kungen, uppfostrades av faderns styvmor Juliana Maria av Braunschweig-Wolfenbüttel. Hon och brodern hade livet igenom ett mycket nära förhållande, och hon gick med på att gifta sig på hans önskan. 
Gift 27 maj 1786 med hertig Fredrik Kristian II av Holstein-Augustenburg. Äktenskapet bestämdes redan 1779 för att förena kungahusets två linjer, den oldenburgska och den augustenborgska, och förhindra en framtida splittring. 
Makarna var mycket olika: maken var oattraktiv och intresserad av filosofi och politik, medan Lovisa Augusta var nöjeslysten, vacker och levnadsglad och hovets kvinnliga medelpunkt. De tillbringade somrarna på Augustenborg, där hon höll hov med bl.a. poeten Jens Baggesen som gäst, och vintrarna vid det danska hovet. Hon välkomnade franska revolutionen 1789 och var antibrittisk. Hon sades ha älskare, bland annat läkaren Carl Ferdinand Suadacini, som behandlade henne för barnlöshet och sades vara far till flera av barnen, men detta kan inte bevisas. 
Politiska åsiktsskiljaktigheter mellan maken och brodern gjorde att paret lämnade Köpenhamn, och hon agerade sedan som broderns spion, och förhindrade på hans önskan makens kandidatur som svensk tronföljare 1810. Som änka styrde hon 1814-20 Augustenborg åt sönerna. Hon hade en nära relation till dottern och svärsonen men inte till sönerna.
Barn:
1. Karolina Amalia av Augustenborg (1796-1881), gift med Kristian VIII av Danmark
2. Kristian av Holstein-Augustenborg, (1798-1869).
3. Fredrik av Holstein-Augustenborg, (1800-1865).